# 獅色叉鼻魨
獅色叉鼻魨為輻鰭魚綱魨形目四齒魨亞目四齒魨科的其中一種，為熱帶海水魚，分布於印度洋印度海域，棲息在底層水域，生活習性不明。

## 扩展阅读
維基物種上的相關：獅色叉鼻魨